# West Salem (Ohio)
Pour les articles homonymes, voir West Salem.
West Salem est un village américain situé dans le comté de Wayne, dans l'Ohio. Selon le recensement de 2010, sa population est de 1 464 habitants.